# 蘇格拉底反詰法
蘇格拉底反詰法（英語：Socratic method、method of elenchus、elenctic method 或 Socratic debate, Socratic Diague）或作蘇格拉底法，實質上是一種質問的辯證法，廣泛地用在驗證主要道德觀念上。柏拉圖在蘇格拉底對話中首次描述這種辦法。因為這種反詰法，蘇格拉底被視為西方倫理道德哲學之父。
這是一種哲學質詢的形式。通常有兩個人在對話，其中一個帶領整個討論，另一個因為同意或否定另一人而提出一些假定。蘇格拉底被視為這種反詰法的先驅。
蘇格拉底方法包括諷刺（不斷提出問题使对方陷入矛盾之中，并迫使其承认自己的无知）、催生（启发、引导学生，使学生通过自己的思考，得出结论）、归纳和定义（使学生逐步掌握明确的定义和概念）等步骤。由于苏格拉底把教师比喻为「知识的产婆」，因此，「苏格拉底方法」也被人们称为是「催生法」。

## 蘇格拉底與歐諦德謨對談[1]
蘇：虛偽屬於正義，還是非正義？
歐：非正義。
蘇：偷盜、欺騙、奴役等，屬於正義，還是非正義？
歐：非正義。
蘇：對於那些極大損害了國家利益的敵人，一個將軍懲罰了他們，並對他們加以奴役，屬於正義，還是非正義？
歐：正義。
蘇：將軍偷走了敵兵的財物，或者戰鬥中欺敵呢？
歐：這當然屬於正義，但我是說欺騙朋友。
蘇：一位元帥，因為士兵們士氣不振而精神崩潰，他欺騙部下「援軍很快到來」以激勵士氣呢？
歐：應該也是正義吧。
蘇：一個生病又不肯服藥的孩子，父親說「藥不苦、很好吃」，騙孩子吞了下去，病也好了。屬於正義，還是非正義？
歐：正義。
蘇：一個發了瘋的人，他的朋友怕他自殘，偷走了他的刀子與利刃，這屬於正義，還是非正義？
歐：是，應屬正義。
蘇：你不是說，朋友之間不能欺騙嗎？
歐：請允許我收回我剛說的話。